# Arquidiócesis de Palermo
La arquidiócesis de Palermo (en latín: Archidioecesis Panormitana y en italiano: Arcidiocesi di Palermo) es una circunscripción eclesiástica de la Iglesia católica en Italia. Se trata de una arquidiócesis latina, sede metropolitana de la provincia eclesiástica de Palermo. Desde el 27 de octubre de 2015 su arzobispo y primado de Sicilia es Corrado Lorefice.

## Territorio y organización

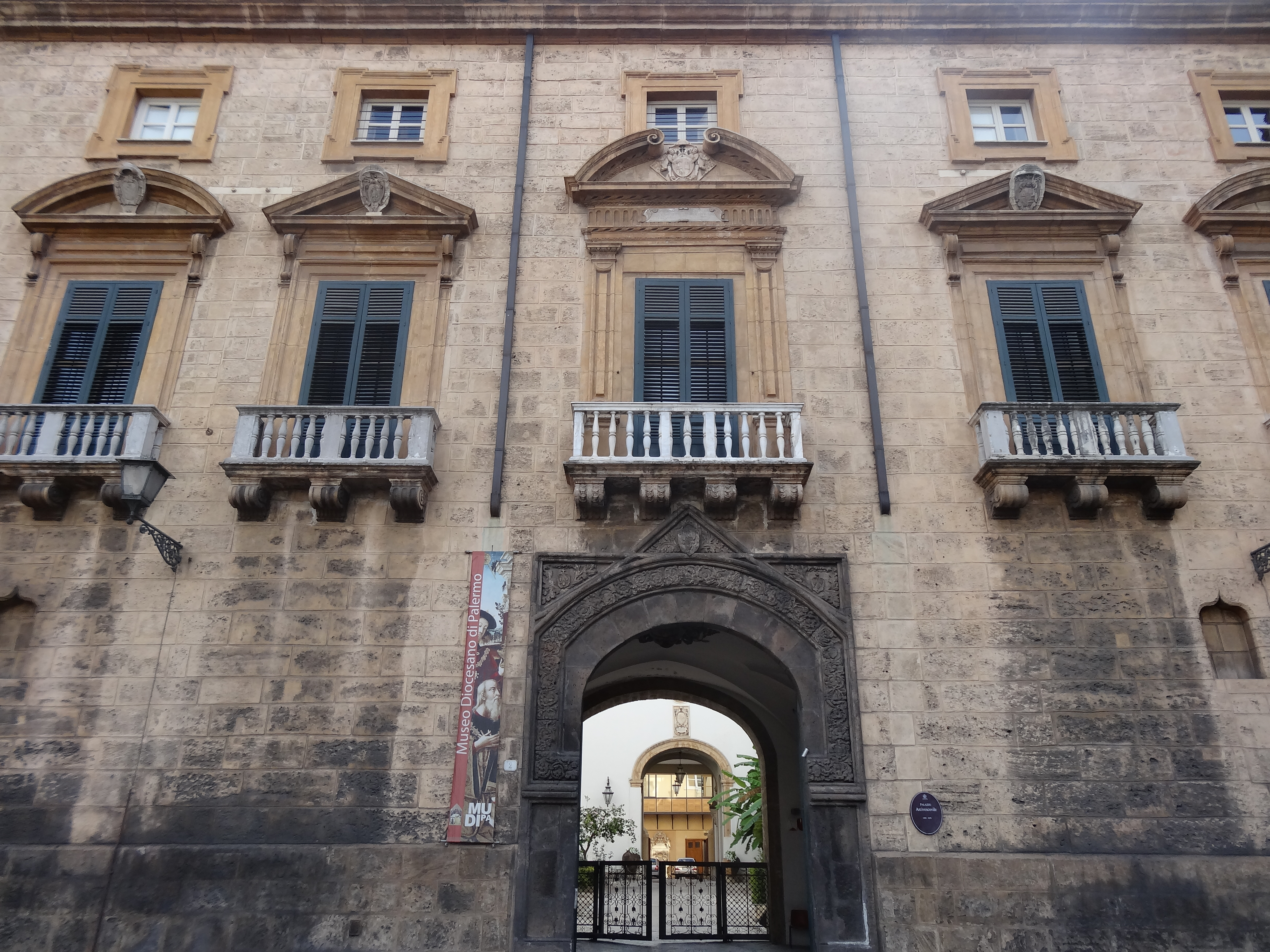
Palacio archiepiscopal de Palermo

La arquidiócesis tiene 1366 km² y extiende su jurisdicción sobre los fieles católicos de rito latino residentes en parte de la región de Sicilia, comprendiendo 28 comunas de la ciudad metropolitana de Palermo: Palermo (excluyendo las parroquias de Sant'Antonio di Padova, San Gioacchino, Maria Santissima Addolorata y Santa Maria La Reale que son parte de la arquidiócesis de Monreale, y la parroquia de San Nicolò dei Greci alla Martorana que es parte de la eparquía de Piana), Altavilla Milicia, Bagheria, Baucina, Belmonte Mezzagno, Bolognetta, Caccamo, Campofelice di Fitalia, Casteldaccia, Castronovo di Sicilia, Cefalà Diana, Cerda, Ciminna, Ficarazzi, Godrano, Lercara Friddi, Marineo, Misilmeri, Roccapalumba, Santa Flavia, Sciara, Termini Imerese, Trabia, Ustica (conformada por la isla de Ustica), Ventimiglia di Sicilia, Vicari, Villabate, Villafrati y la parroquia de San Martino delle Scale de Monreale.

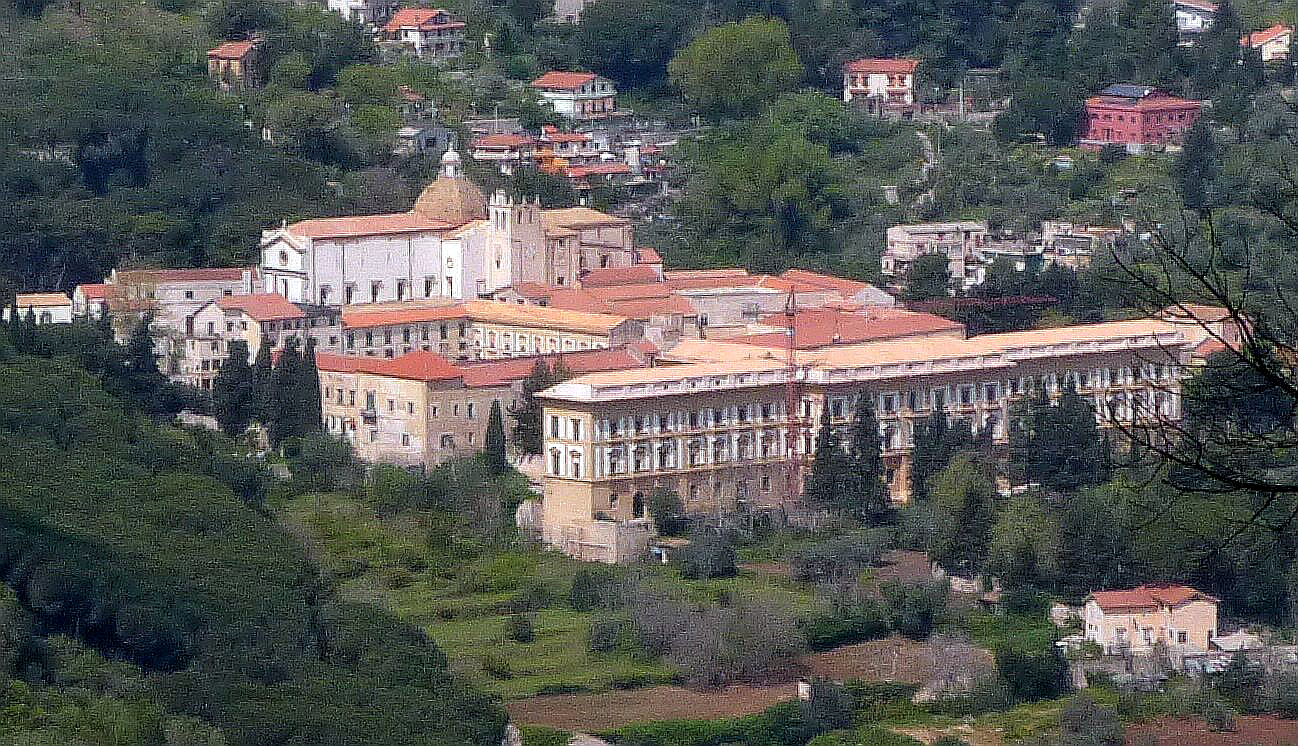
Abadía de San Martino delle Scale

La sede de la arquidiócesis se encuentra en la ciudad de Palermo, en donde se halla la Catedral basílica primacial de la Santa Virgen María Asunta.

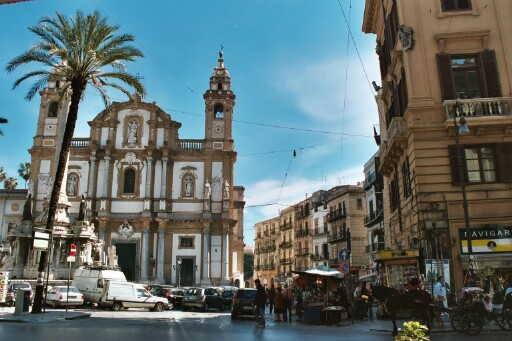
Iglesia de Santo Domingo, en Palermo

En 2021 en la arquidiócesis existían 178 parroquias.

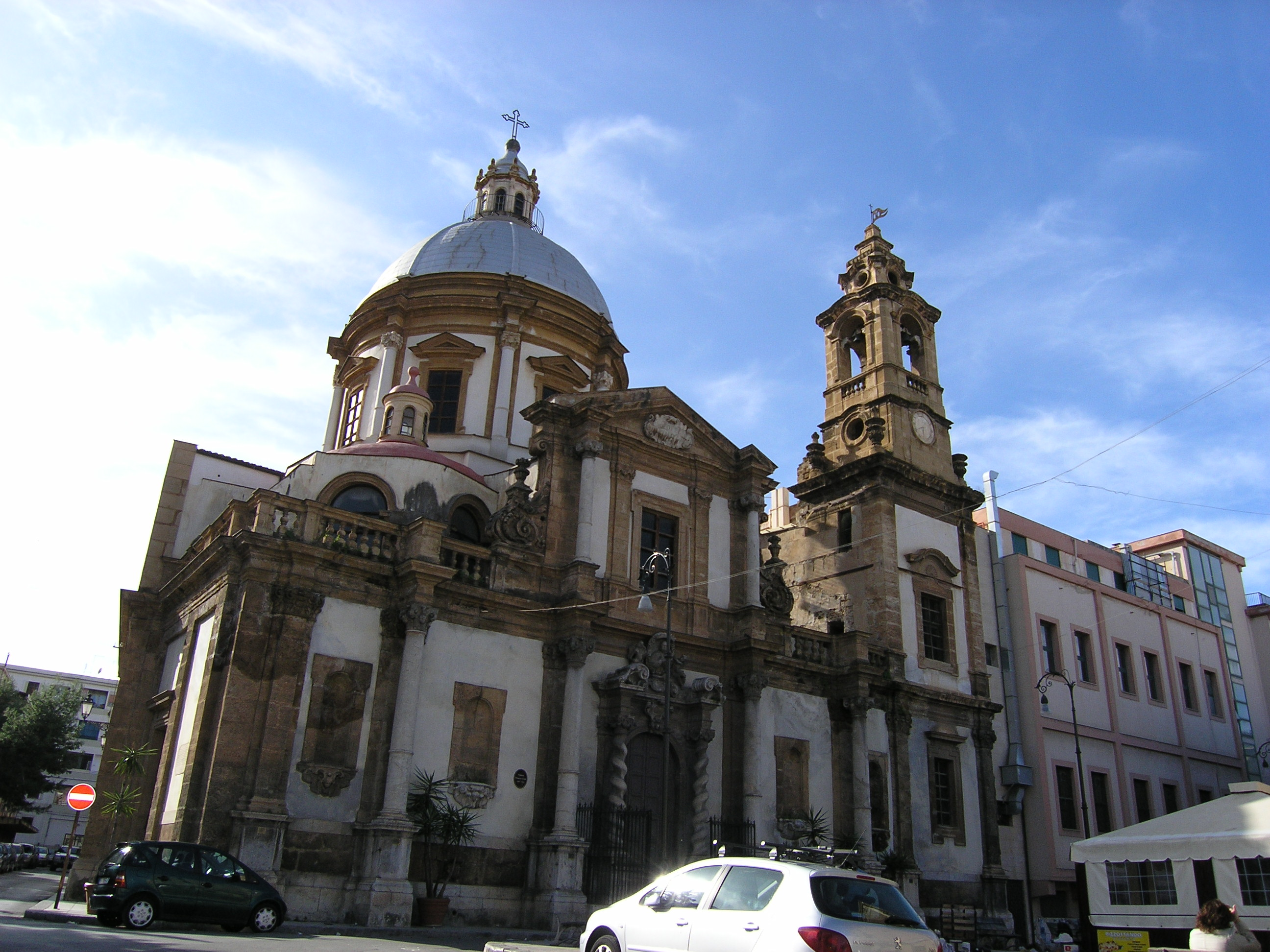
Iglesia de San Francisco Javier, en Palermo

La arquidiócesis tiene como sufragáneas a la arquidiócesis de Monreale y a las diócesis de: Cefalú, Mazara del Vallo y Trapani.

## Historia
La diócesis fue erigida en siglo I. Según la tradición, el primer obispo fue enviado por san Pedro. La primera mención histórica de la sede de Palermo se encuentra en una carta del papa León I, datada hacia el 442/443, escrita al obispo Pascasino de Lilibeo, que fue llevada a Sicilia por un tal «Silanus diaconus Panormitanae ecclesiae».
Durante la ocupación árabe no hubo obispos en Palermo. Luego de la reconquista, hacia la mitad del siglo XI fue elevada al rango de arquidiócesis metropolitana. En 1049 el papa eligió como arzobispo a Humberto de Silva Candida, a quien los normandos no concedieron la autorización de desembarcar en Sicilia. La situación se solucionó sólo en 1065 con la elección del sucesor, Nicodemo.
En 1176 la arquidiócesis cedió el territorio de Corleone a la arquidiócesis de Monreale.
El 7 de julio de 1775 el papa Pío VI, a petición de Fernando III de Sicilia y mediante el breve Apostolici suscepti, unió aeque principaliter la arquidiócesis de Palermo a la de Monreale. Dicha unión terminó el 2 de marzo de 1802 cuando el papa Pío VII, mediante la bula Imbecillitas humanae mentis, reinstauró Monreale como sede metropolitana independiente.
El 20 de mayo de 1844, mediante la bula In suprema del papa Gregorio XVI, la arquidiócesis se extendió a Cerda y Castronovo di Sicilia, hasta entonces bajo la jurisdicción de las diócesis de Cefalú y Agrigento respectivamente.
Después de la fractura entre Iglesia y Estado con la toma de Porta Pia el 20 de septiembre de 1870, la Santa Sede se negó a ponerse de acuerdo sobre los nombramientos de obispos y entre 1871 y 1872 procedió a nombramientos unilaterales para las diócesis sicilianas, eligiendo para Palermo al obispo de Patti Michelangelo Celesia. Hasta 1879 no recibió el exequatur y por tanto recibió la orden de abandonar el palacio arzobispal. Cualquier resistencia podría haber implicado no sólo el uso de la fuerza, sino también la expulsión forzada de la diócesis y la encomienda de la diócesis a un vicario capitular.
Del 4 al 8 de septiembre de 1924 Palermo fue sede del octavo Congreso Eucarístico Nacional Italiano, en el que asistió como legado papal el cardenal Gennaro Granito Pignatelli di Belmonte.
El 26 de octubre de 1937, la arquidiócesis cedió las parroquias de rito bizantino para la erección de la eparquía de Piana de los Albaneses. En 1960 cedió a la misma circunscripción las parroquias de rito romano de las comunas de Mezzojuso, Contessa Entellina y Palazzo Adriano.
Desde 2005 la arquidiócesis de Palermo está hermanada con la diócesis de Rotemburgo-Stuttgart.

## Estadísticas
Según el Anuario Pontificio 2022 la arquidiócesis tenía a fines de 2021 un total de 882 290 fieles bautizados.
| Año                                                                             | Población            | Población | Población      | Sacerdotes | Sacerdotes    | Sacerdotes    | Bautizados por sacerdote | Diáconos permanentes | Religiosos | Religiosos | Parroquias |
| Año                                                                             | Bautizados católicos | Total     | % de católicos | Total      | Clero secular | Clero regular | Bautizados por sacerdote | Diáconos permanentes | Varones    | Mujeres    | Parroquias |
| ------------------------------------------------------------------------------- | -------------------- | --------- | -------------- | ---------- | ------------- | ------------- | ------------------------ | -------------------- | ---------- | ---------- | ---------- |
| 1949                                                                            | 700 000              | 800 000   | 87.5           | 588        | 314           | 274           | 1190                     |                      | 524        | 549        | 98         |
| 1969                                                                            | 828 110              | 831 312   | 99.6           | 611        | 261           | 350           | 1355                     |                      | 634        | 2064       | 133        |
| 1980                                                                            | 840 000              | 874 560   | 96.0           | 610        | 239           | 371           | 1377                     |                      | 493        | 1865       | 158        |
| 1990                                                                            | 933 000              | 953 000   | 97.9           | 527        | 247           | 280           | 1770                     | 4                    | 396        | 2025       | 178        |
| 1999                                                                            | 960 000              | 990 000   | 97.0           | 570        | 220           | 350           | 1684                     | 24                   | 451        | 1420       | 178        |
| 2000                                                                            | 930 000              | 960 000   | 96.9           | 571        | 221           | 350           | 1628                     | 24                   | 451        | 1420       | 178        |
| 2001                                                                            | 930 000              | 960 000   | 96.9           | 568        | 218           | 350           | 1637                     | 24                   | 451        | 1420       | 178        |
| 2002                                                                            | 930 000              | 960 000   | 96.9           | 571        | 221           | 350           | 1628                     | 22                   | 420        | 1330       | 178        |
| 2003                                                                            | 930 000              | 960 000   | 96.9           | 571        | 221           | 350           | 1628                     | 22                   | 435        | 1330       | 178        |
| 2004                                                                            | 930 000              | 960 000   | 96.9           | 568        | 218           | 350           | 1637                     | 26                   | 440        | 1330       | 178        |
| 2010                                                                            | 895 700              | 905 700   | 98.8           | 503        | 231           | 272           | 1780                     | 36                   | 353        | 939        | 178        |
| 2013                                                                            | 905 700              | 912 800   | 99.2           | 478        | 233           | 245           | 1894                     | 41                   | 304        | 940        | 178        |
| 2016                                                                            | 890 000              | 933 501   | 95.3           | 480        | 230           | 250           | 1854                     | 41                   | 307        | 940        | 174        |
| 2019                                                                            | 892 900              | 936 600   | 95.3           | 485        | 235           | 250           | 1841                     | 41                   | 307        | 940        | 178        |
| 2021                                                                            | 882 290              | 925 470   | 95.3           | 487        | 237           | 250           | 1811                     | 41                   | 307        | 940        | 178        |
| Fuente: Catholic-Hierarchy, que a su vez toma los datos del Anuario Pontificio. |                      |           |                |            |               |               |                          |                      |            |            |            |

### Vida consagrada

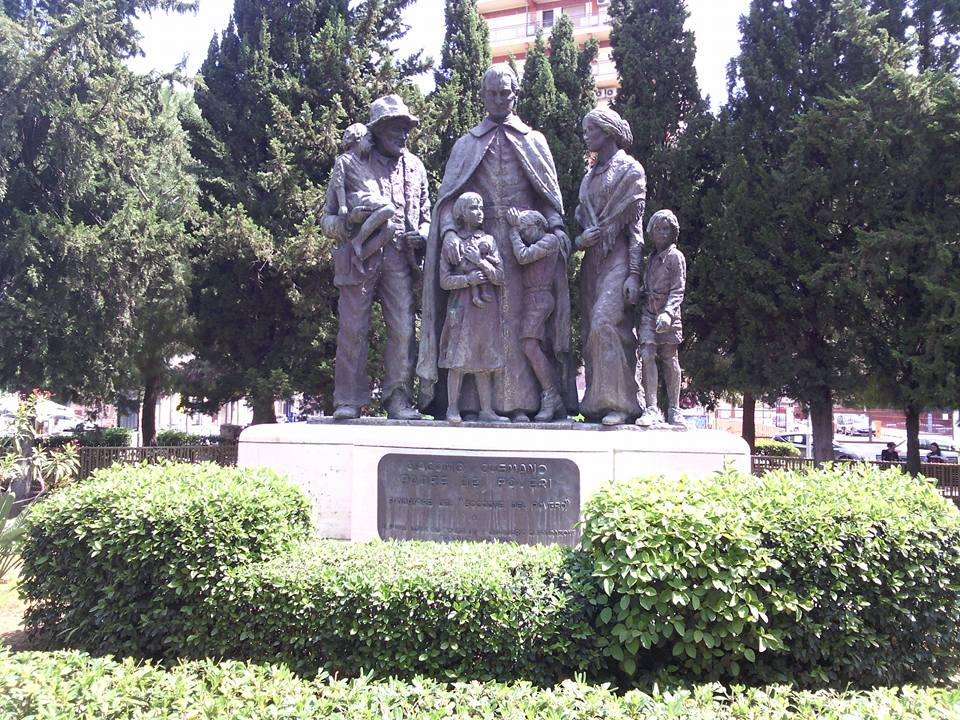
De los numerosos institutos y sociedades católicas que trabajan en la arquidiócesis, resaltan algunos, que tienen a la misma como cuna, entre ellos están los Siervos y las Siervas de los Pobres, fundados por Giacomo Cusmano, quien hoy es venerado como beato en la Iglesia católica. Imagen: monumento a Giacomo Cusmano en Palermo

Las comunidades religiosas femeninas que desarrollan su pastoral en la diócesis son: Agustinas Siervas de Jesús y María, Esclavas del Sagrado Corazón, Siervas de la Sagrada Familia, Siervas Misioneras de Cristo Rey, Siervas Reparadoras del Sagrado Corazón de Jesús, Apóstoles de la Sagrada Familia, Asistentes Sociales Misioneras, Basilianas Hijas de Santa Macrina, Monjas de la Orden de San Benito, Capuchinas del Sagrado Corazón, Clarisas capuchinas, Clarisas franciscanas, Clarisas Franciscanas Misioneras del Santísimo Sacramento, Coleginas de la Sagrada Familia, Monjas de la Orden de los Predicadores, Dominicas del Sagrado Corazón de Jesús, Dominicas de San Sixto, Hijas del Corazón de María, Hijas de la Caridad de la Preciosísima Sangre, Hijas de la Caridad de San Vicente de Paúl, Obra Pía de los Enfermos Pobres, Hijas de la Cruz de Palermo, Hijas de la Misericordia y de la Cruz, Hijas de María Auxiliadora, Hijas de Nuestra Señora en el Monte Calvario, Hijas de Santa Ana, Hijas de San José, Franciscanas del Señor, Franciscanas del Evangelio, Franciscanas de la Inmaculada Concepción de Lipari, Franciscanas de Santa Clara, Franciscana Misioneras del Corazón Inmaculado de María, Franciscanas Misioneras de la Eucaristía, Instituto de la Inmaculada Concepción, Instituto Pía Sociedad Hijas de San Pablo, Maestras de Santa Dorotea Hijas de los Sagrados Corazones, Maestras Pías Venerinas, Mercedarias del Santísimo Sacramento, Misioneras Combonianas, Misioneras del Sagrado Corazón de Jesús, Misioneras de la Caridad, Misioneras de la Escuela, Ursulinas del Santísimo Crucifijo, Hermanitas de la Asunción, Hermanitas de Santa Teresa del Niño Jesús, Hermanitas Misioneras de la Caridad, Pías Discípulas del Divino Maestro, Religiosas del Sagrado Corazón, Hermanas Siervas de los Pobres (Bocconistas), Hermanas Misioneras de la Misericordia, Hermanas Capuchinas de la Inmaculada de Lourdes, Hermanas de la Anunciación, Hermanas de la Caridad de Santa Juana Antida Thouret, Hermanas de la Sagrada Familia de Spoleto, Hermanas del Amor de Dios, Hermanas de los Pobres de San Vicente de Paúl, Hermanas del Sagrado Corazón del Verbo Encarnado, Hermanas del Sagrado Corazón de Jesús de Ragusa, Hermanas de la Caridad del Príncipe de Palagonia, Hermanas de la Niña María, Siervas de los Pobres de Jeanne Delanoue, Hermanas Reparadoras del Sagrado Corazón, Hermanas Teatinas de la Inmaculada Concepción y Orden de la Visitación.
En cuanto a las comunidades masculinas, en Palermo, se hacen presente las órdenes de los agustinos, la agustinos descalzos, benedictinos, carmelitas, carmelitas descalzos, Camilianos, teatinos, franciscanos observantes, franciscanos conventuales, capuchinos, terciarios franciscanos regulares, dominicos, mercedarios, mínimos, hospitalarios y jesuitas. Además de las congregaciones religiosas de paúles, pasionistas, oratorianos, redentoristas, franciscanos renovados, misioneros del Sagrado Corazón de Jesús, oblatos de María Inmaculada, bocconistas, orionistas, siervos de la Providencia (Obra Don Calabria), rogacionistas, vocacionistas y salesianos.
De estos institutos y sociedades, son de gran importancia para la historia de la arquidiócesis, porque en ella nacieron, la Congregación de las Hermanas de la Caridad de San Vicente de Paúl del Príncipe de Palagonia, las Hermanas del Sagrado Corazón del Verbo Encarnado, las Hijas de la Cruz de Palermo, las siervas y los siervos de los pobres (más conocidos como bocconistas), las Siervas Reparadoras del Sagrado Corazón de Jesús, el instituto secular Misioneras del Evangelio y la Sociedad de Servicio Social Misionero.

## Episcopologio
- Teodoro I? † (125)[nota 1][15][11]
- Anónimo? † (297)[16]
- Anónimo? † (310)[16]

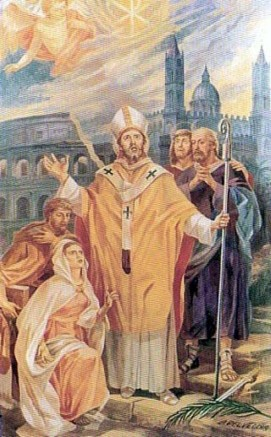
Mamiliano de Palermo, venerado como santo en la Iglesia católica, fue obispo de Palermo, entre el 455 y 479

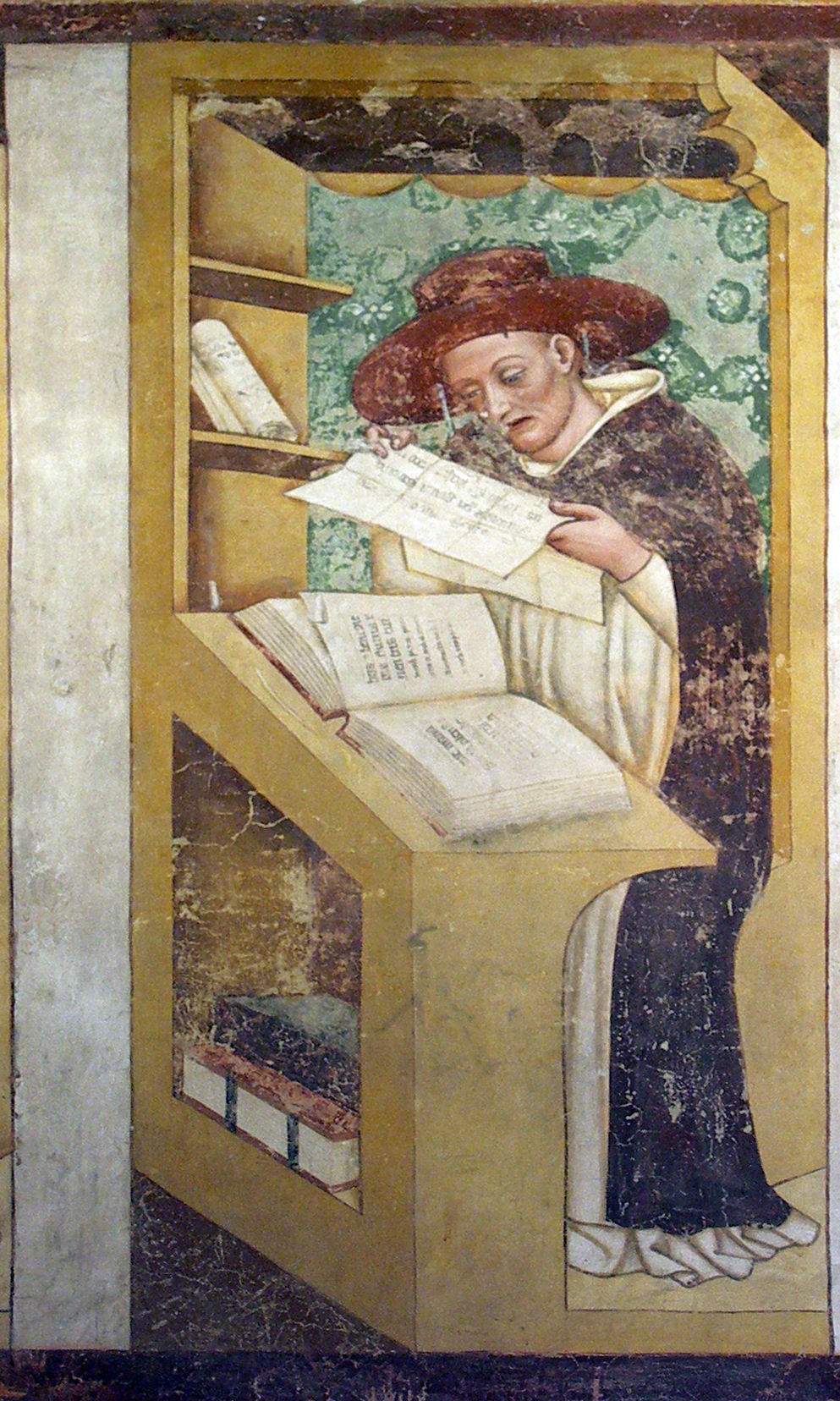
El dominicano Mateo Orsini fue administrador apostólico de la sede Palermo de 1334 a 1336

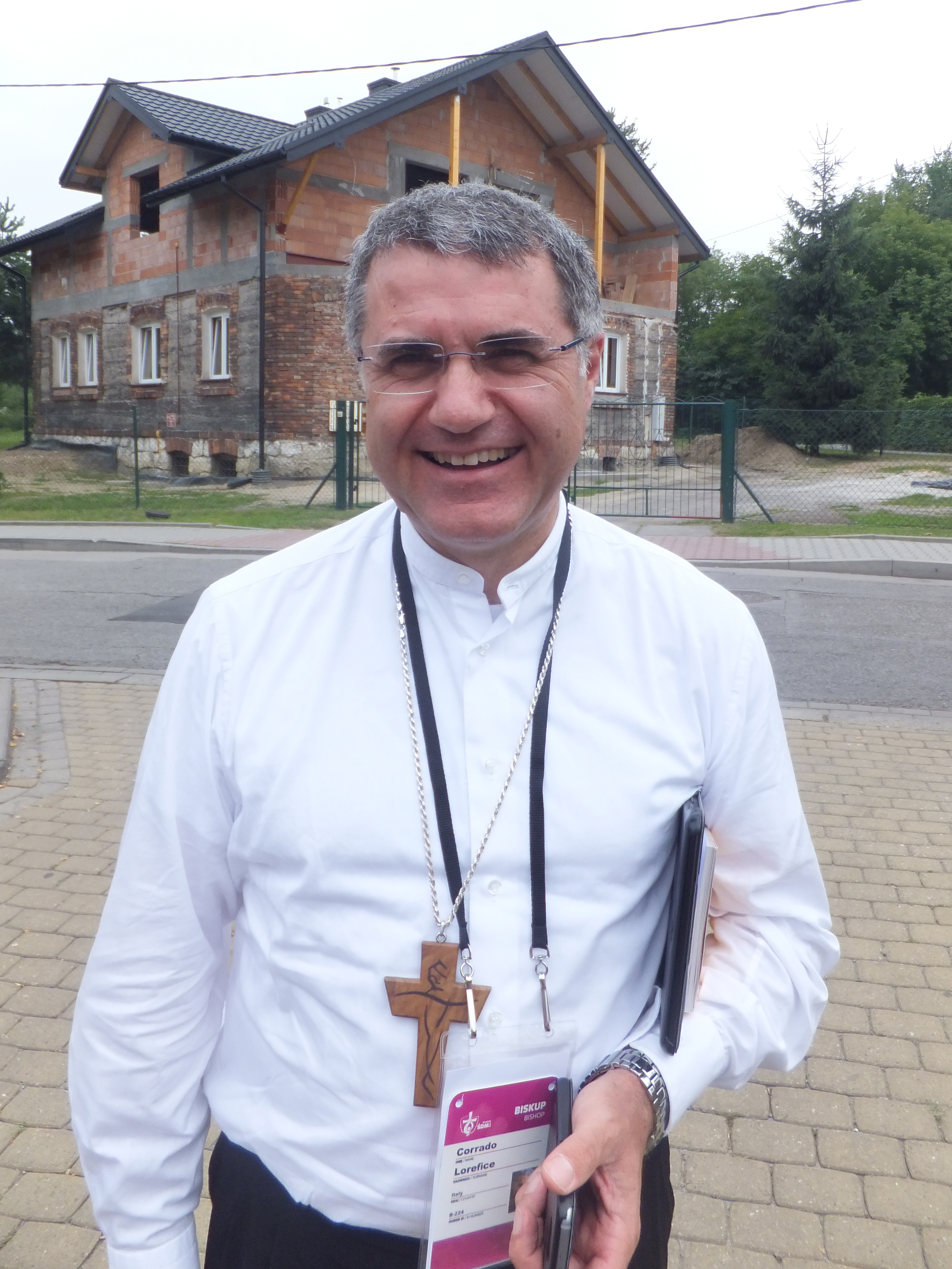
Corrado Lorefice es el actual arzobispo de Palermo

- Anónimo † (antes de octubre de 447)[17]
- Anónimo (Teobaldo I?) † (mencionado en octubre de 447)[17]
- Graziano I? † (451)[nota 2]
- San Mamiliano? † (segunda mitad del siglo V)[nota 3]
- Giustino (o Giustiniano)? † (480)[nota 4]
- Graziano II? † (503)[nota 5]
- Anónimo? † (546)[18]
- Anónimo? † (555)[nota 6]
- Agatone † (mencionado en 586/587)[19]
- Vittore † (antes de junio de 591-antes de noviembre de 602 falleció)[20]
- Giovanni † (mencionado en 603)[nota 7]
- Felice † (mencionado en 649)[21]
- Anónimo? † (680)[18]
- Teodoro II † (antes del siglo VIII)[nota 8]
- Teodoro III † (mencionado en 787)[nota 9]
- Anónimo † (mencionado en 800 circa)[22]
- Teodoro IV? † (819)[18]
- Anónimo † (mencionado en 819 circa)[22]
- Luca † (mencionado en 829)[23]
- Nicodemo † (1065-1073 falleció)
- Algherio (o Alcherio) † (1083-1110 falleció)
- Gualtiero I † (1111-1122 falleció)
- Pietro † (1123-1132 falleció)
- Ruggero Fesca (Fieschi?) † (1141-1147 falleció)
- Ugo (o Ugone) Primo † (1150-1161 falleció)
  - Sede vacante (1161-1166)
  - Romualdo Guarna † (obispo electo)[nota 10]
- Stefan de la Perche † (1167-1168 renunció)
- Gualtiero † (febrero de 1169-septiembre de 1190 falleció)
- Bartolomeo † (abril de 1192-1199 retirado)
  - Gualtiero di Palearia (Pagliara) † (marzo de 1200-mayo de 1200) (obispo electo)[nota 11]
- Pietro II † (1201-1204)
- Parisio † (1210-diciembre de 1212 depuesto[nota 12])
- Berardo de Castanea[nota 13] † (11 de septiembre de 1213]][24]-8 de septiembre de 1252 falleció[24])
- Anónimo † (1253)
  - Sede vacante (1254-1257)
- Guglielmo † (1257-1260)
- Leonardo de Comitibus (Comiti) † (1261-1268 o 1270 falleció)
- Giovanni Misnelio (Du Mesnil) † (2 de junio de 1273-1294)
- Pietro Santafede † (circa 1278-1284 falleció)
- Teodorico Raineri † (1286-1294 falleció)
- Tizio Rogereschi del Colle † (1295-1304 falleció)
- Bartolomeo di Antiochia † (31 de enero de 1306-1311 falleció)
- Francesco di Antiochia † (9 de mayo de 1312-1320 falleció)
- Giovanni Orsini † (10 de octubre de 1320-circa 1333 falleció)
  - Matteo Orsini, O.P. † (1334-1336 renunció) (administrador apostólico)
  - Parisio II † (1336-1337 falleció)
- Theobald II † (24 de abril de 1336-circa 1350 falleció)
- Ruggero de Pulcheriis (Pulcheri), O.Min. † (17 de noviembre de 1351-? falleció o renunció)
- Arnaldo Migliore, O.Min. † (11 de marzo de 1361-1362 falleció)
- Ottaviano de Labro † (8 de noviembre de 1362-1363 falleció)
- Melchiorre Bevilacqua † (20 de diciembre de 1363-1364 falleció)
- Martino d'Arezzo † (15 de enero de 1365-1366 falleció)
- Matteo de Cunis (o Delle Porta), O.Min. † (13 de noviembre de 1366-1377 falleció)
- Nicolò Montaperto (o Cosucchi), O.Min. † (18 de febrero de 1377-1382 falleció)
- Ludovico Bonito † (1383-1392 exiliado)[nota 14]
- Alberto Villamarino † (1392)
- Raimondo Santapace (Santapau) † (1393)
- Gilforte Riccobono † (23 de octubre de 1395-1398 falleció)
- Giovanni da Procida † (1400-1410)
  - Rinaldo Brancaccio † (4 de agosto de 1410-1414 renunció) (antiobispo)
- Giovanni Termini † (1411-1413 falleció)
- Ubertino de Marinis (Marino) † (20 de junio de 1414-1434 falleció)
- Nicolò de' Tudeschi (De Tudischis), O.S.B. † (9 de marzo de 1435-24 de febrero de 1445 falleció)
  - Mario Orsini † (4 de junio de 1445-30 de julio de 1445 nombrado arzobispo de Tarento) (obispo electo)
- Simone Beccadelli di Bologna † (30 de mayo de 1446-8 de enero de 1465 falleció)
- Nicolò Puxades (o Pujades o Bajada) † (23 de agosto de 1465-1467 falleció)
- Giovanni Burgio † (16 de noviembre de 1467-16 de enero de 1469 falleció)
- Paolo Visconti, O.Carm. † (6 de septiembre de 1469-1473 falleció)
- Filippo di Navarra † (31 de enero de 1477-1485 renunció)
  - Pietro di Foix (el Joven), O.F.M. † (14 de mayo de 1485-6 de julio de 1489 renunció) (administrador apostólico)
- Giovanni Paternò, O.S.B. † (6 de julio de 1489-24 de enero de 1511 falleció)
  - Francisco de Remolins † (23 de enero de 1512-5 de febrero de 1518 falleció) (administrador apostólico)
- Tommaso De Vio, O.P. † (8 de febrero de 1518-19 de diciembre de 1519 renunció)
- Giovanni Carandolet † (19 de diciembre de 1519-26 de marzo de 1544 falleció)
- Pietro Tagliavia d'Aragona † (10 de octubre de 1544-5 de agosto de 1558 falleció)
- Francisco Orozco de Arce † (15 de marzo de 1559-11 de octubre de 1561 falleció)
- Ottaviano Preconio, O.F.M.Conv. † (18 de marzo de 1562-18 de agosto de 1568 falleció)
  - Juan Segría † (16 de septiembre de 1569-1569 falleció) (obispo electo)
- Giacomo Lomellino Del Campo † (10 de enero de 1571-9 de agosto de 1575 falleció)
- Cesare Marullo † (11 de septiembre de 1577-12 de noviembre de 1588 falleció)
- Diego Haëdo † (14 de agosto de 1589-5 de julio de 1608 falleció)
- Giovanni (Giannettino) Doria † (5 de julio de 1608 por sucesión-19 de noviembre de 1642 falleció)
- Fernando de Castro y Andrade † (28 de noviembre de 1644-6 de julio de 1648 nombrado arzobispo a título personal de Jaén)
- Martín de León Cárdenas, O.E.S.A. † (27 de agosto de 1650-15 de noviembre de 1655 falleció)
- Pietro Martínez y Rubio † (15 de enero de 1657-22 de noviembre de 1667 falleció)
- Juan Lozano, O.E.S.A. † (4 de febrero de 1669-26 de abril de 1677 nombrado arzobispo a título personal de Plasencia)
- Jaime de Palafox y Cardona † (8 de noviembre de 1677-13 de noviembre de 1684 nombrado arzobispo de Sevilla)
- Ferdinando Bazan y Manriquez † (1 de abril de 1686-11 de agosto de 1702 falleció)
- José Gasch, O.M. † (26 de noviembre de 1703-11 de junio de 1729 falleció)
  - Giovanni Maurizio Gustavo † (1730-1731) (obispo electo)
- Matteo Basile, O.F.M. † (3 de septiembre de 1731-24 de enero de 1736 falleció)
- Domenico Rosso, O.S.B.Coel. † (8 de julio de 1737-6 de julio de 1747 falleció)
- José Alfonso Meléndez, O.F.M.Disc. † (19 de febrero de 1748-31 de octubre de 1753 falleció)
- Marcello Papiniano Cusani † (11 de febrero de 1754-16 de julio de 1762 renunció)
- Serafino Filangieri, O.S.B. † (23 de agosto de 1762-29 de enero de 1776 nombrado arzobispo de Nápoles)
- Francesco Ferdinando Sanseverino, C.P.O. † (15 de abril de 1776-31 de marzo de 1793 falleció)
- Filippo Lopez y Royo, C.R. † (17 de junio de 1793-4 de septiembre de 1801 renunció)
- Domenico Pignatelli di Belmonte, C.R. † (29 de marzo de 1802-5 de febrero de 1803 falleció)
- Raffaele Mormile, C.R. † (28 de marzo de 1803-31 de diciembre de 1813 falleció)
- Pietro Gravina † (23 de septiembre de 1816-6 de diciembre de 1830 falleció)
- Gaetano Trigona e Parisi † (15 de abril de 1833-5 de julio de 1837 falleció)
- Ferdinando Maria Pignatelli † (21 de febrero de 1839-10 de mayo de 1853 falleció)
- Giovanni Battista Naselli, C.O. † (27 de junio de 1853-3 de mayo de 1870 falleció)
- Michelangelo Celesia, O.S.B. † (27 de octubre de 1871-14 de abril de 1904 falleció)
- Alessandro Lualdi † (14 de noviembre de 1904-12 de noviembre de 1927 falleció)
- Luigi Lavitrano † (29 de septiembre de 1928-diciembre de 1944 renunció)
- Ernesto Ruffini † (11 de octubre de 1945-11 de junio de 1967 falleció)
- Francesco Carpino † (26 de junio de 1967-17 de octubre de 1970 renunció)
- Salvatore Pappalardo † (17 de octubre de 1970-4 de abril de 1996 retirado)
- Salvatore De Giorgi (4 de abril de 1996-19 de diciembre de 2006 retirado)
- Paolo Romeo (19 de diciembre de 2006-27 de octubre de 2015 retirado)
- Corrado Lorefice, desde el 27 de octubre de 2015